# Mostri (Ginevra)
Mostri è un singolo della cantautrice italiana Ginevra, pubblicato il 3 aprile 2020 come secondo estratto dal secondo EP Metropoli.

## Descrizione
Il brano è scritto dalla stessa cantautrice con Francesco Fugazza, il quale ha anche curato la produzione.

## Tracce
Testi e musiche di Ginevra Lubrano e Francesco Fugazza.
1. Mostri – 3:37